# إريك مكفادين
إريك مكفادين (بالإنجليزية: Eric McFadden) هو مغن مؤلف وعازف قيثارة أمريكي، ولد في 1 ديسمبر 1965 في نيويورك في الولايات المتحدة.

## وصلات خارجية
- الموقع الرسمي
- إريك مكفادين على موقع IMDb (الإنجليزية)
- إريك مكفادين على موقع ميوزك برينز (الإنجليزية)
- إريك مكفادين على موقع ديسكوغز (الإنجليزية)